# Derek Taylor
Derek Taylor, född 7 maj 1932 i Liverpool, död 8 september 1997 i Sudbury i Suffolk, var en brittisk journalist. Han är mest känd för att ha varit presschef åt The Beatles.